# Marian Anghelina
Marian Anghelina (sinh ngày 2 tháng 5 năm 1991) là một cầu thủ bóng đá người România thi đấu cho Dacia Unirea Brăila ở vị trí hậu vệ.